# Jan Dylewski
Jan Dylewski (ur. ok. 1845, zm. 16 stycznia 1924 we Lwowie) – polski sędzia, działacz społeczny.

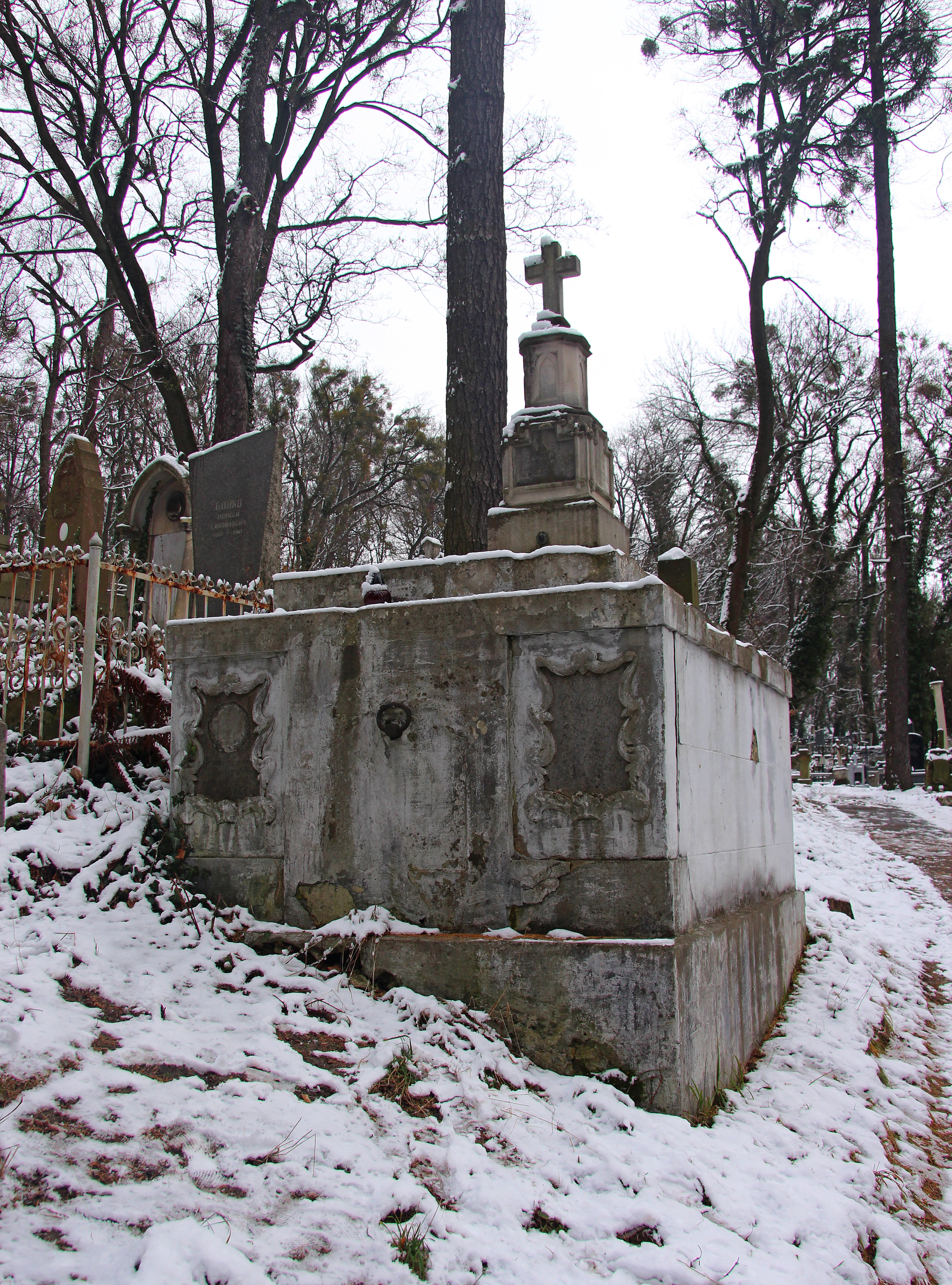
Grobowiec Dylewskich i Noskiewiczów

## Życiorys
Pochodził z Bukowiny. Był synem ziemianina i lekarza z Czerniowiec. Ukończył studia prawnicze uzyskując tytuł naukowy doktora. W okresie zaboru austriackiego w ramach autonomii galicyjskiej wstąpił do służby wymiaru sprawiedliwości. W 1885 był radcą c. k. sądu krajowego w Czerniowcach. Sprawował urząd wiceprezydenta c. k. sądu krajowego wyższego (apelacji). Po 40 latach pracy zawodowej w 1908 ustąpił ze stanowiska.
Weteran 1863 roku. Był prezesem Czytelni Polskiej w Czerniowcach, Kasyna Miejskiego we Lwowie, towarzystwa „Związek Rodzicielski”. Pełnił mandat radnego rady miejskiej we Lwowie.
W 1898 został odznaczony Krzyżem Kawalerskim Orderu Leopolda i Krzyżem Komandorskim z Gwiazdą Orderu Franciszka Józefa w 1908. Pochowany na Cmentarzu Łyczakowskim.